# On (localité)
Pour les articles homonymes, voir On.
On (en wallon Yon) est une section de la commune belge de Marche-en-Famenne située en Wallonie dans la province de Luxembourg. 
Avant la fusion des communes de 1977, On était une commune à part entière.
On se trouve en Famenne à mi-distance entre Marche (7 km) et Rochefort (6 km), et est traversé par la Wamme.
On est un village étendu le long de la vallée de la Wamme en bordure du fertile plateau du Gerny qui lui a permis un fructueux développement agricole. La population, en forte croissance depuis 1800, est en 2012 d'environ 1 800 habitants.  Le village était principalement agricole jusqu'au début du XXe siècle où il a vu se développer le chemin de fer, l'industrie locale puis le secteur des services.

## Étymologie
Le nom de On trouve son origine dans le nom germanique Wadjinga qui signifierait « à gué », ou alors de Wado (nom de personne germanique) et Inga (« de », « chez » du germanique Inga) « de chez Wado ».
Le village de On est désigné dans un document de l'an 885 comme suit : « Wadingum super fluvium Wenna » .
Le nom actuel du village proviendrait de la rivière « Wenna » (actuellement la Wamme). En effet, d'après Lamotte et aussi d'après Tandel dans son « Histoire des Communes Luxembourgeoises », le nom de cette localité a été orthographié dans les documents publics des temps passés sous les diverses formes suivantes :
- Oyn de 1300 à 1317 ;
- Oyne en 1317 ;
- Oins en 1408 ;
- Oms en 1541 ;
- Ons en 1618 ;
- On en 1640.

On, anciennement, « oi » et « oy » se prononçaient « ouet » comme dans « roi = rouet », « loi = louet», « foy = fouet» etc.
Par conséquent, lorsqu'au XIVe siècle ou auparavant, les habitants prononçaient le nom du village écrit sous la forme « Oyn », « Oyne », « Oins », ils disaient « ouenne» comme « Wenne ». C'était le nom de la rivière.
L'ancien nom de « Wenna » ou « Wenne », est d'ailleurs resté à une petite partie de la rivière traversant les prairies à l'extrémité d'Antiémont. C'est la « Venne » par la transformation assez commune du W en V.

## Géographie

### Topographie
On fait partie de la région géographique de la Famenne et plus particulièrement de la bande calcaire de la Calestienne. La Famenne est une dépression étroite située entre la Meuse à l’ouest et l’Ourthe à l’est, limitée au nord par le Condroz, au sud et à l’est par l’Ardenne. La Calestienne en est la bordure sud-est.
Établi dans la vallée de la Wamme sur l’étroit bourrelet du Couvinien, On est un village fort étendu, à la fois le long du cours d’eau et sur le versant sud de la vallée. Il est séparé du plateau du Gerny au nord par une route de crête, la N836, qui longe depuis 1982 la ligne de chemin de fer (la ligne 162 Bruxelles - Luxembourg), mise en service en 1858. La proximité du chemin de fer et du plateau du Gerny permit le développement d’une activité agricole et l’exploitation d’une importante carrière. Le village a une disposition étagée et a tendance à s’étirer parallèlement aux courbes de niveau.
Deux pôles principaux se distinguent à On, l’un centré sur l’église, l’autre étiré le long de la Wamme. Le premier connaît un relief fort accentué, dont l’enchevêtrement des rues escarpées dessine plusieurs quartiers distincts. La dénivellation restreint naturellement l’implantation des maisons et la densité du bâti est plus élevée sur les replats. Largement arboré, le village est dominé par une couronne boisée et sa trame est entrecoupée d’espaces vierges de tout édifice.
Dans la vallée se concentre actuellement l’essentiel de l’activité commerciale. Vers Jemelle, l’habitat est tardif et quasiment ininterrompu jusqu’au tunnel du chemin de fer. À l’opposé vers Hargimont, les maisons sont plus espacées, plus anciennes aussi. Quelques fermes en long se mêlent à des demeures bourgeoises ou plus modestes jusqu’au pont de la Wamme. Autour de la place de la Victoire, ce quartier ancien baigné par le cours d’eau n’est pas dénué de charme.
Cependant, le village n’a presque plus rien de rural dans ses activités; il est physiquement relié à Jemelle, en province de Namur, et cette bourgade y attire sans doute davantage les habitants que la ville de Marche.

### Hydrographie
Avec Jemelle, Rochefort et Han-sur-Lesse, la région de On est une des plus intéressantes de Belgique en matière d’hydrologie souterraine car 3 rivières - la Wamme, la Lesse et la Lhomme - y ont une importante circulation souterraine et creusent de vastes réservoirs complexes.
La Wamme, qui traverse le village, est une rivière qui prend sa source au sommet d’une colline boisée séparant Nassogne de Saint-Hubert, au lieu-dit « La Flache », à plus de 8 kilomètres au sud-ouest du Centre d'Enfouissement Technique de Tenneville. Elle s’écoule sur une longueur de 27 kilomètres vers le nord-ouest selon un itinéraire arqué pour finalement se jeter dans la Lhomme à Jemelle. Elle reçoit les eaux de ruisseaux dévalant les pentes abruptes de sa vallée.
En bordure du plateau du Gerny, une grotte a été découverte en 1853. D’une longueur de 150 mètres, elle est fouillée en 1854 lors des travaux de terrassement de la ligne de chemin de fer. Dénommée « grotte de la Wamme » ou « grotte de On », elle témoigne d’une occupation humaine régulière depuis l’âge du bronze jusqu’aux grandes invasions du IIIe siècle. De nombreux vestiges y ont été découverts lors des fouilles réalisées entre 1964 et 1969. Notamment, une fibule en bronze datée de 250 à 100 av. J.-C. Malheureusement, cette grotte a souffert de l’exploitation touristique entamée dès l’époque de son exploration. Elle a partiellement disparu aujourd’hui avec l’extension des carrières voisines. Situées à Jemelle, elles exploitent le calcaire givetien (ère paléozoïque) du Gerny en débordant sur le territoire communal.

## Démographie
- Source: INS recensements population

Le graphique suivant reprend la population résidente du village au 1er janvier de chaque année.
Évolution de la population onaise depuis 1801.

### Société
Le village de On accueillait dès l'après guerre une population essentiellement ouvrière qu'il fallait loger. Le hameau se forme, le long de la N86, d’un habitat ouvrier, alignements de petites maisons en brique, souvent identiques et regroupées en pâtés de maisons, par blocs ou par quartiers.
Depuis 1990, la majeure partie de l’emploi salarié (80 %) se trouve dans le secteur des services (administration et commerce). Le reste se partage entre l’industrie (12 %) et la construction (6 %).
Plusieurs lotissements de logements sociaux ont été récemment créés à On. Le village compte désormais 144 logements sociaux : 46 au quartier des Sept Prés, 64 à l'Oiseau Bleu, 25 à la ferme de la Wamme (ferme Toussaint), ainsi que neuf autres dans un nouvel immeuble sis rue du Chafour (ancien four à chaux).

## Histoire

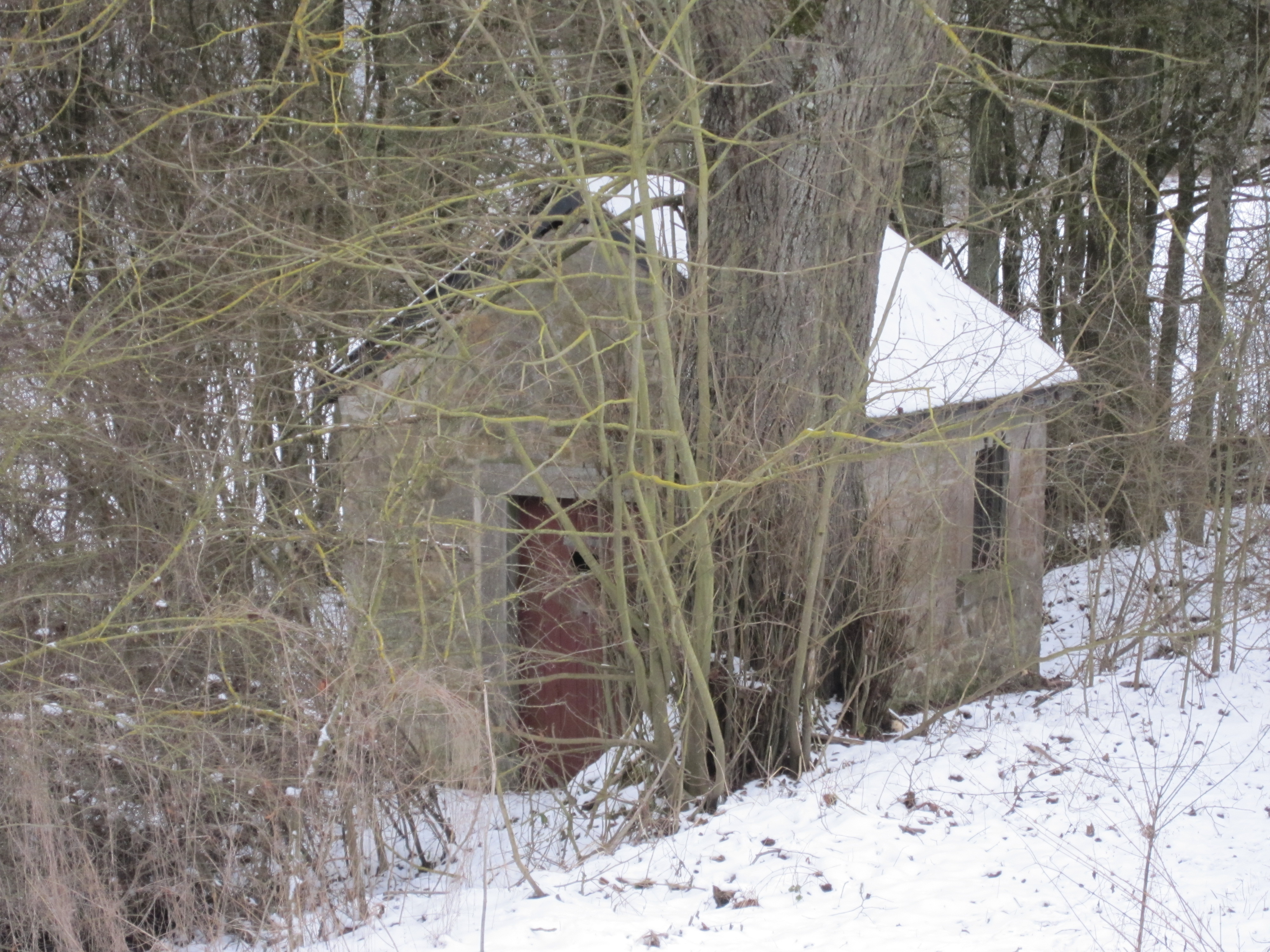
La chapelle Saint-Thibaut, rue Victor Orianne.

Le village a également subi de nombreuses destructions lors de la Seconde Guerre mondiale.

### Les petites histoires de la Grande Guerre
Dans l’Écho belge, journal quotidien du matin paraissant à Amsterdam, un article du mercredi 20 juin 1917 relate ainsi quelques détails sur la vie à On :

« Vers le 10 août 1914, une compagnie de dragons français était campée à On. Les dragons étaient occupés au pansage des chevaux dans la vallée de la Wamme, en face des fermes Frippiat, lorsqu’un uhlan perdu fut signalé. Avant que les Français aient eu le temps de prendre leurs armes, il s’enfuyait au galop. Les Français tirèrent, mais sans l’atteindre. Quelques jours plus tard, il fut fait prisonnier.
À leur arrivée, les Allemands firent d’assez importantes réquisitions de couvertures, charbon, poêles, etc.
Un jour, un soldat allemand, nettoyant un fusil chargé, tua un de ses camarades.
Monsieur le curé [l’abbé H. Viroux] et monsieur le bourgmestre [Alfred Joseph Frippiat] furent emmenés comme otages ; ils passèrent la nuit au lieu-dit « Thiémont » et furent relâchés le lendemain.
Les soldats logeaient le long de la route, à la Basse-Wie et aussi sur le Batit [orthographié aujourd’hui « Baty » et rebaptisé, après-guerre, place Capitaine-Mostenne]. Le pont du Gerni [orthographié aujourd’hui « Gerny »] est gardé par une sentinelle.
Le ravitaillement marche bien. L’œuvre de la soupe scolaire est aussi établie à On [le programme de la soupe scolaire, instauré depuis le 6 août 1914 par le Comité national de secours et d’alimentation, défendait l’importance de l’alimentation gratuite pour tous les enfants belges entre 2 et 17 ans].
Le comité de chômeurs est présidé par Monsieur J. Cousin. On a amélioré la distribution d’eau ; un chemin a été construit à travers les bois. Tous les chemins communaux ont été améliorés par les chômeurs.
Au mois de novembre 1916, on inaugura l’éclairage électrique. La Société luxembourgeoise construit une centrale derrière les maisons Verdin ; on va y placer un moteur de 150 HP [soit environ 112 kW, 1 HP électrique équivaut à 745,7 W], qui fournira le courant pour Jemelle, On et Hargimont.
C’est à On (à la maison communale) qu’a lieu le contrôle mensuel des jeunes gens de 17 à 32 ans des communes de On, Hargimont, Humain et Havrenne.
Au mois d’octobre 1915, Monsieur [Alfred Joseph] Frippiat, bourgmestre fut renversé par une auto ; il fut blessé assez sérieusement à la jambe.
Presque tous les ouvriers ont leur champ de pommes de terre. Monsieur J. Cousin mit généreusement à la disposition des pauvres de grandes étendues de terrain ; malheureusement la récolte de 1916 a été mauvaise. Les nécessiteux ont aussi reçu leur provision de bois de chauffage. »

### Les monuments aux morts des deux guerres
Au centre du cimetière local, sis rue des Forgerons, est érigé un monument aux morts de la Première Guerre mondiale dédié « à la mémoire des Combattants et Déportés morts pour la Patrie » comme l’indique l’inscription sur la face avant.
L’élément central de ce monument est un bloc en forme de pyramide tronquée.
Le monument mentionne, gravés sur quatre faces, les noms des valeureux soldats onais, de souche ou d’adoption, morts pour la Patrie.
La face de gauche mentionne les noms et renseignements suivants :
- Joseph Simon, 3e de ligne, né à On en 1889, tombé à Ermeton le 24-08-1914
- Lucien Legrand, maréchal-des-logis au 4e d’artillerie, né à Liège en 1892, mort à Calais le 24-01-1916
- Ulysse Noël, 2e grenadiers, né à Havelange en 1889, tombé à Adinkerke le 12-03-1918
- Émile Herman, 13e de ligne, né à On en 1885, tombé à Forthom le 29-05-1918
- Alfred Mostenne, capitaine au 12e d’infanterie, né à On en 1891 et tombé à la forêt d’Houthulst le 28-09-1918

Les rues principales et la place du village portent le nom de ces héroïques combattants.
La face arrière mentionne également les noms et renseignements suivants :
- Joseph Lecoq, né à Arlon en 1896, déporté le 14-12-1916, mort à Chambley (Alsace) le 31-04-1917
- Maurice Godefroid, né à Jemelle en 1898, déporté le 14-12-1916, mort à Busendorf (Lorraine) le 21-07-1917
- Désiré Hardenne, né à On en 1885, déporté le 14-12-1916, mort à On le 01-08-1917

La face de droite mentionne l’O.J.A. du 28-01-1919 (Ordre du Jour de l'Armée) :

« Est nommé officier de l’ordre de Léopold, le capitaine Alfred Mostenne du 12e de ligne. Officier de grande valeur et animé du plus noble et du plus pur patriotisme. Blessé grièvement en 1915 d’une balle au pied qui le rend inapte au service de campagne, rejoint, sur sa demande, le Régiment où il ne cesse de se distinguer, tant par sa bravoure que par sa modestie. Adoré de ses soldats. Leur donne en toutes circonstances l’exemple du courage et de l’abnégation. Pendant le dur combat du 28 septembre 1918, au sud de la forêt d’Houthulst, alors que sans se soucier des rafales de mitrailleuses qui pleuvaient autour de lui, il parcourut la position à organiser par son unité. Fut blessé mortellement au ventre par une balle de mitrailleuse. Il eut une fin de héros. Couché sur un brancard pendant qu’on le transportait à l’hôpital prononça ces paroles sublimes : je vais mourir mais je meurs content car c’est pour ma patrie. Dites à mes chers soldats que je suis fier d’eux car ils se sont bien battus. Vive le Roi ! Vive la Belgique ! Comptait cinquante mois de présence au front et était déjà décoré de la Croix de Chevalier de l’Ordre de Léopold et de la Croix de Guerre. »

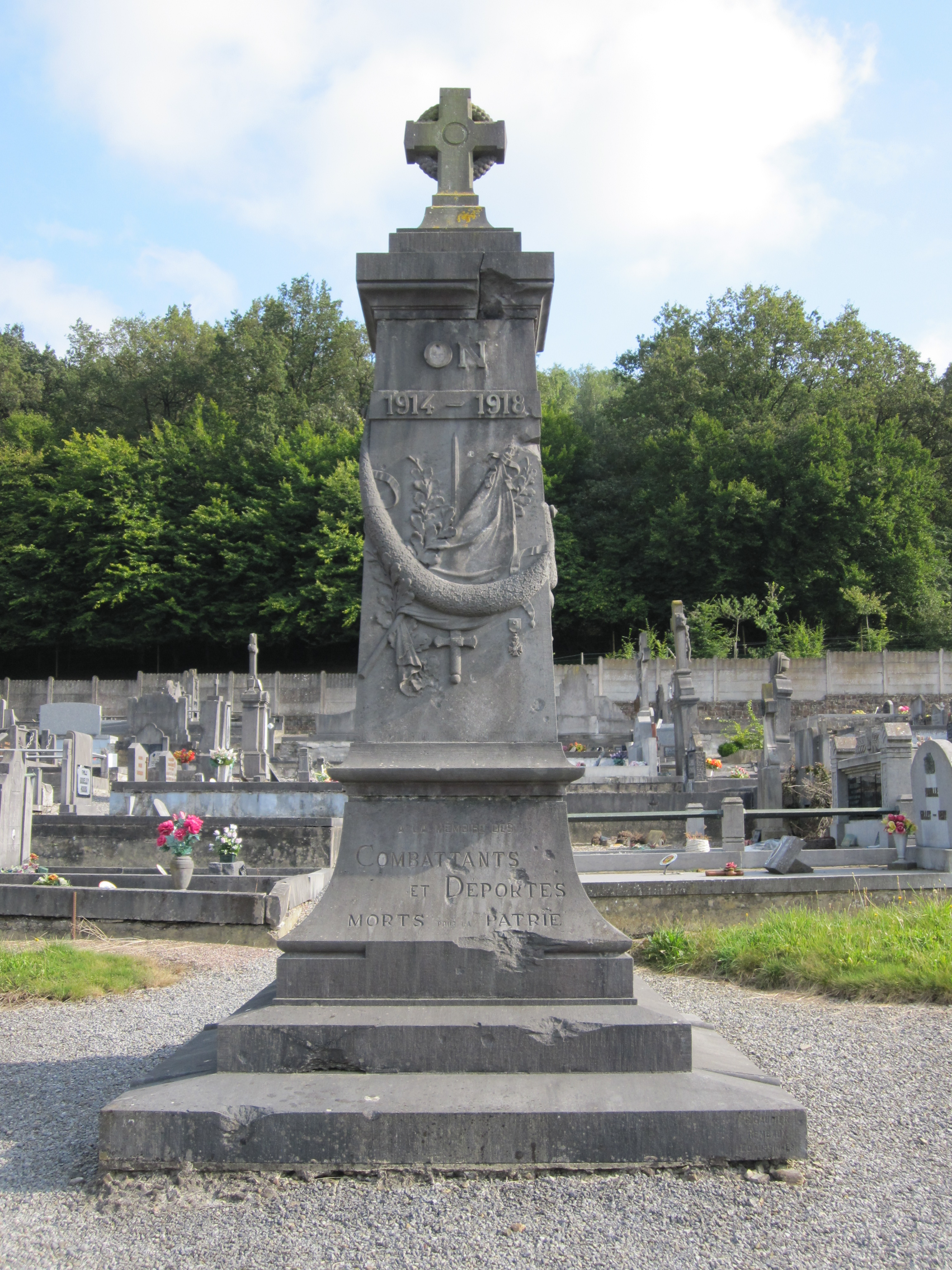
Monument aux Morts 1914-1918 - Vue de face.
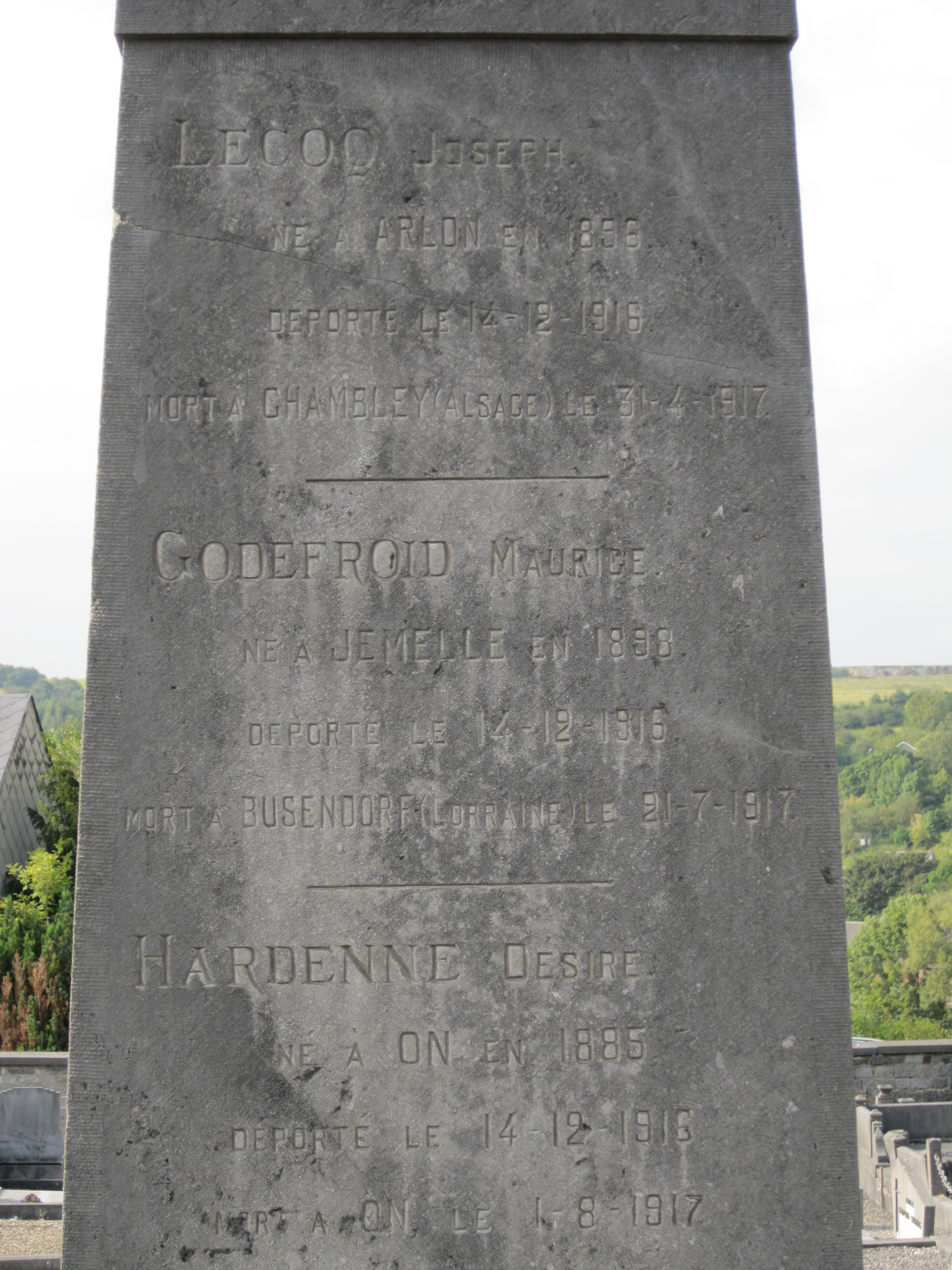
Monument aux Morts 1914-1918 - Vue de derrière.
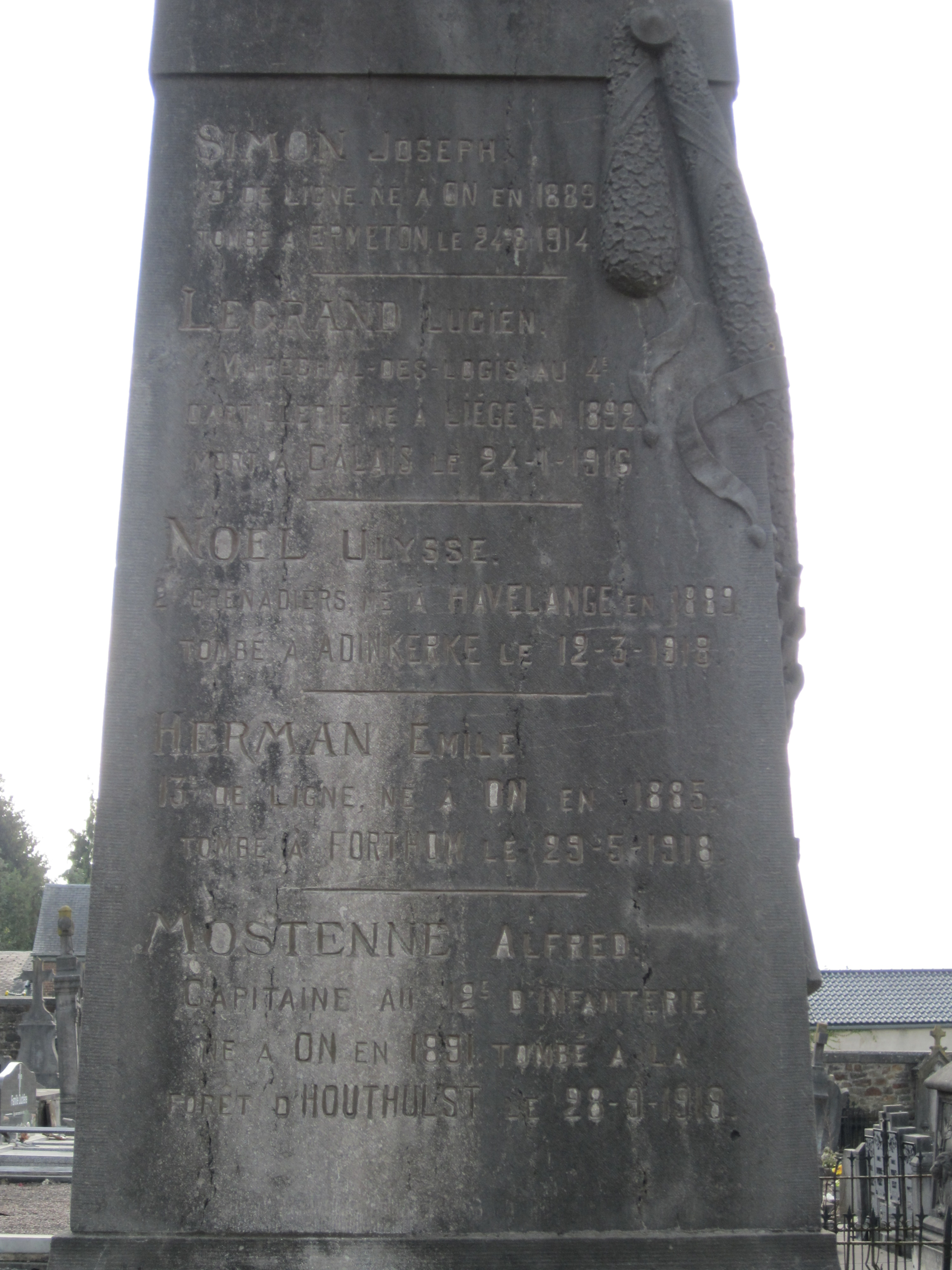
Monument aux Morts 1914-1918 - Vue de gauche.
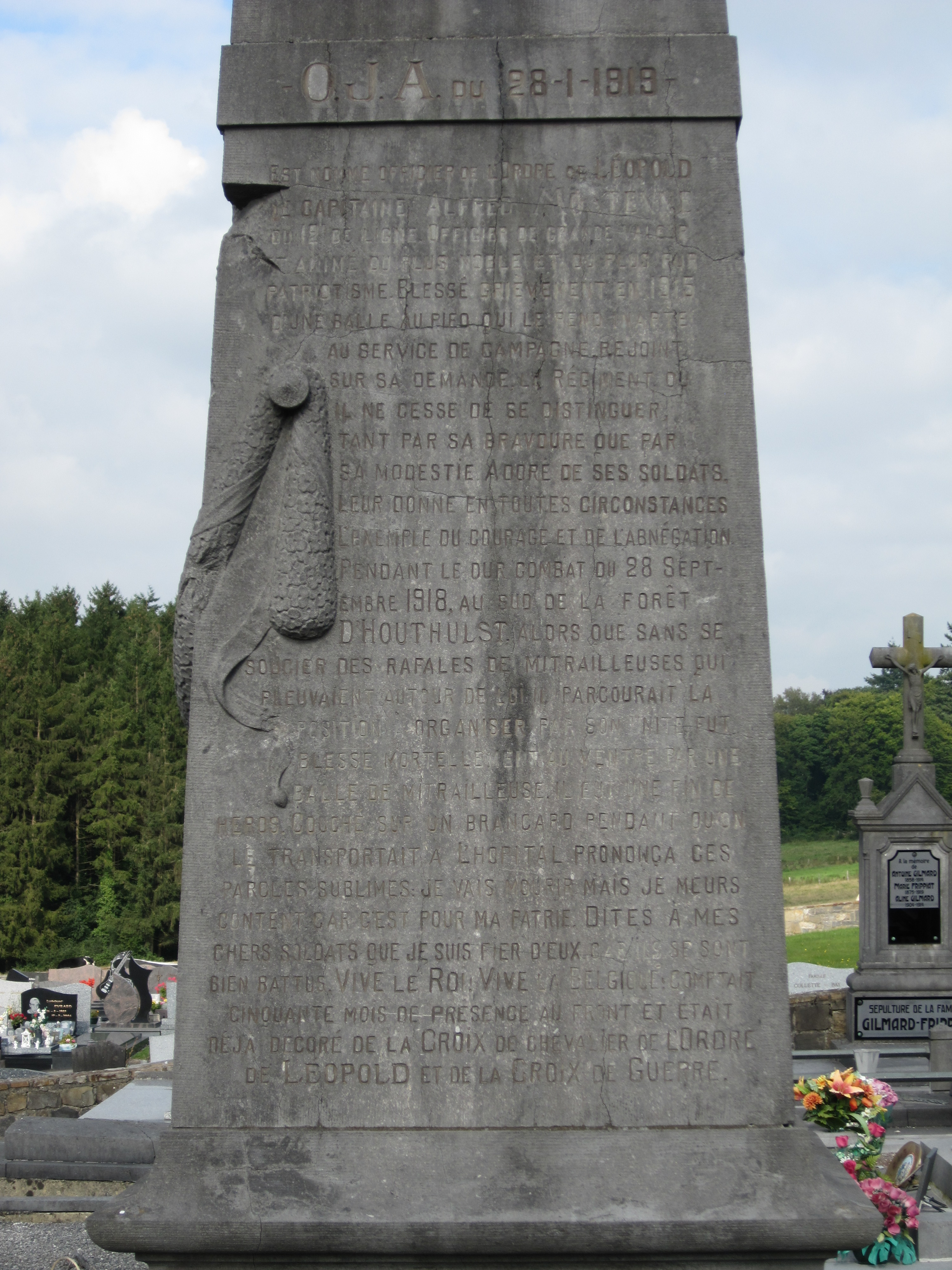
Monument aux Morts 1914-1918 - Vue de droite (O.J.A. du 28-01-1919).

Le cimetière abrite également la tombe de guerre d’un soldat ressortissant du Commonwealth tombé lors de la Seconde Guerre mondiale.
Le corps du sergent britannique George Oliver Sanford (matricule 5336178) du 9e bataillon du régiment parachutiste de l’Army Air Corps, décédé le 5 janvier 1945 à l’âge de 23 ans, y est inhumé. Il était originaire d’Abingdon dans l'Oxfordshire (Royaume-Uni).
En 1949, eut lieu l’inauguration du monument aux victimes des deux guerres situé en bordure de la place Capitaine Mostenne.

## Administration

### Les anciens bourgmestres de la commune indépendante de On
Les derniers bourgmestres de la commune de On furent :
- 1848-1857 : Jean-Baptiste Jadot (1803-1857), entrepreneur, négociant ;
- 1858-1876 : Jean-Joseph Cousin (1802-1877), exploitant d’une ferme d'une quarantaine d'hectares ;
- 1876-1877 : Auguste Joseph Frippiat (1825-1914), cultivateur ;
- 1877-1879 : Jean-Baptiste Jadot (1839-1887), négociant ;
- 1879-1882 : Hubert-Joseph Paquot (1839-18??) ;
- 1882-1883 : Jules Joseph Cousin (1832-1886), fils de Jean-Joseph Cousin (ci-dessus) ;
- 1883-1894 : Hubert Wuilot (1820-1894) ;
- 1894-1895 : Hubert Joseph Paquot (1839-18??) ;
- 1895-1919 : Alfred Joseph Frippiat (1859-1954), agriculteur, fils de Auguste Joseph Frippiat (ci-dessus) ;
- 1919-1932 : Jules Robert (1871-1933), cabaretier ;
- 1933-1944 : Gustave Jadot (1868-1946), maréchal-ferrant ;
- 1944-1964 : Victor Orianne (1882-1968), négociant ;
- 1965-1976 : Maurice Maldague (1903-1994), exploitant d’une ferme.

Le dernier conseil communal de On eut lieu le 3 janvier 1977.

## Patrimoine et culture

### Patrimoine architectural

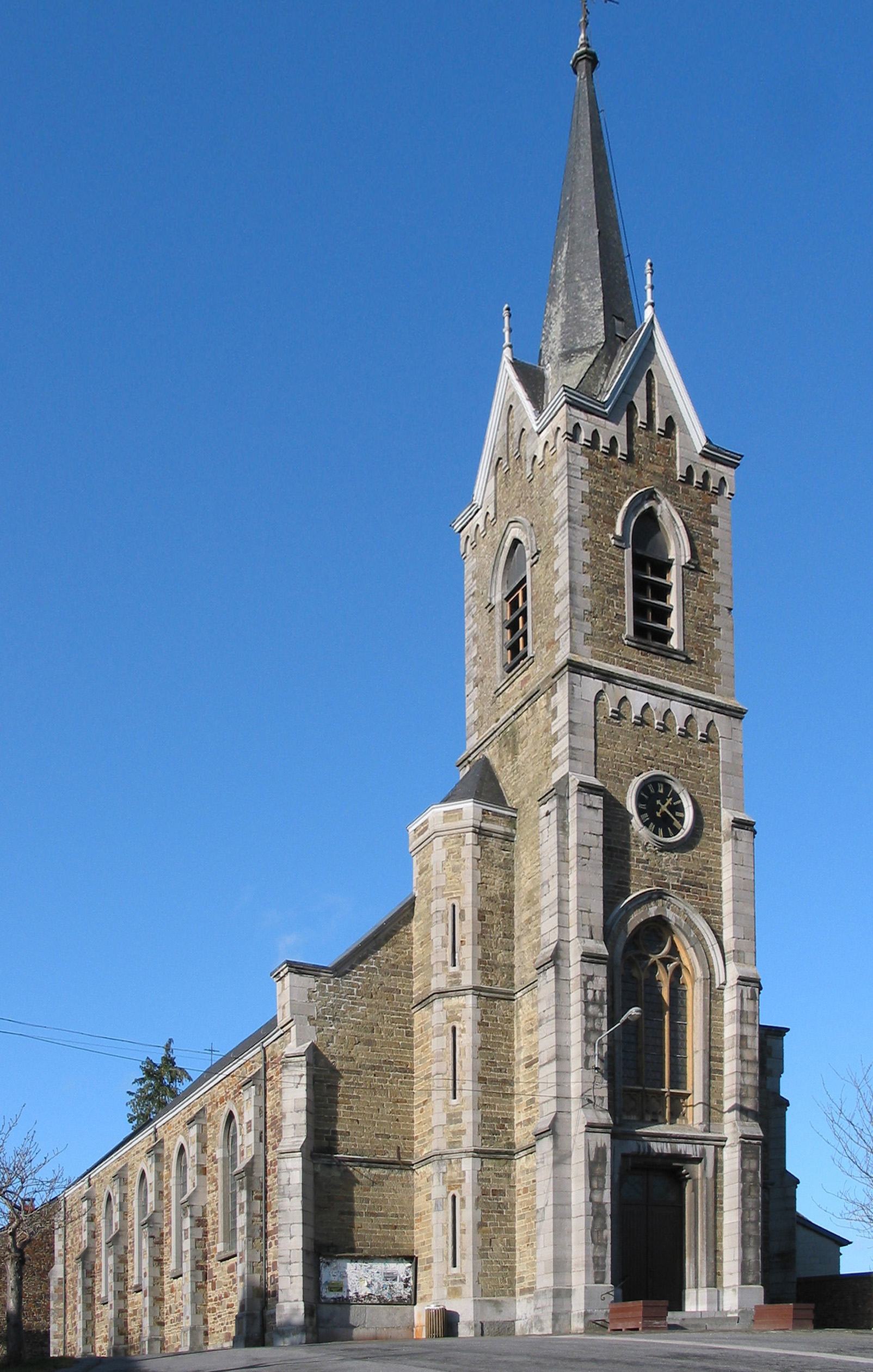
L’église Saint-Laurent.

On, un des sites les plus pittoresques de la vallée de la Wamme, compte plusieurs bâtiments remarquables des XVIIIe et XIXe siècles, parmi lesquels la ferme de la Wamme (ancienne ferme Toussaint), demeure en pierre bleue bâtie en U en bord de rivière et reconvertie en logements sociaux en 2009, l’ancienne maison communale, l’église paroissiale Saint-Laurent, l’ancienne école communale sur la place Capitaine Mostenne ou encore l’une ou l’autre demeure bourgeoise bordant la rue Antiémont. Ces imposantes demeures bourgeoises, communément appelées châteaux, sont connues sous le nom de château Cousin (rue Antiémont, 30), château Coupez (rue Antiémont, 32) et château Siméon (rue Antiémont, 43), hommage discret des villageois au dernier occupant notoire des lieux. C’est à l’évidence ce noyau établi sur le versant de la vallée qui a conservé le caractère plus authentique d’un village rural, avec ses différents quartiers. Les constructions parallèles sont la plupart du temps en retrait de la chaussée, étageant deux niveaux sous bâtière.
Au XIXe siècle, les constructions à On sont souvent érigées en moellons de grès et de calcaire, alors que les briques sont utilisées pour les bâtiments plus récents. De nombreuses fermes en long parsèment la grand-route et les rues du village, en parallèle à de petites habitations bicellulaires composées d’un logis flanqué d’une dépendance, aux portes jumelles.
Située sur une hauteur, l’église paroissiale Saint-Laurent de style néo-gothique, en grès et en calcaire, a été construite en 1874-1875 au lieu-dit La Motte, à deux pas de la place du village baptisée bien plus tard place Capitaine Mostenne. L'architecte était Charles Bouvrie qui conçut également les églises de Grimbiémont et de Roy.
À l'intérieur, le mobilier est de style néo-gothique, excepté un lutrin en bois datant du XVIe siècle et une chaire de vérité du XVIIIe siècle.
L'église abrite également une statue de Saint-Laurent en bois polychrome datant des environs de 1500.
Au pied de l’église Saint-Laurent, sur la place de la Victoire, l’ancienne maison communale de On, construite en 1844, et impeccablement restaurée, est toujours visible aujourd’hui. Elle fut reconvertie dernièrement en restaurant avant d’avoir été, jadis, une école pour filles et finalement un bureau de poste, avant d’être cédée à un particulier.

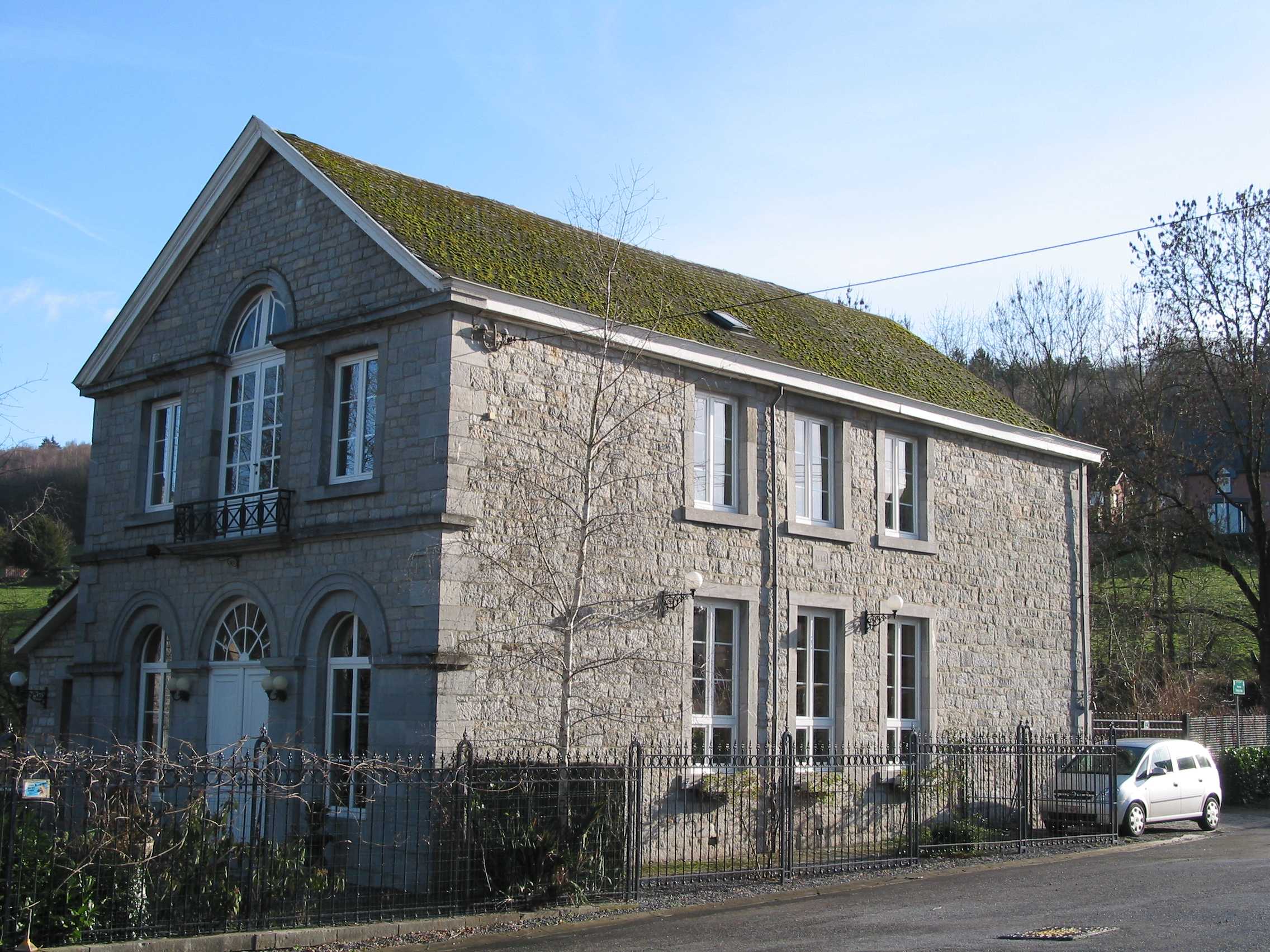
L'ancienne maison communale.

Deux cités sociales ont vu le jour dans la localité dans les années 1980 : la cité « Aux Sept Prés » et la cité « de l’Oiseau Bleu ». Ces alignements, élevés sur un mode un peu sévère, sont visibles dans les rues du même nom. Les formes de ce type de construction en briques sont épurées, simples et austères résultant d’une architecture moderne dépouillée et froide. Deux autres cités sociales verront le jour fin des années 2000. La Ferme de la Wamme et l’immeuble de la rue du Chafour sont le fruit d’une rénovation de bâtiments déjà existants. L’accroissement de la population à On remonte déjà à la seconde moitié du XIXe siècle puisque de nouvelles rues sont tracées à cette époque, comme l’actuelle rue Simon-Legrand en 1882.
Un aménagement récent de la place Capitaine Mostenne a permis de lui rendre un aspect plus convivial et un rôle social qu’elle avait perdu. Une sculpture en bronze, intitulée « L'enfant et l'âne », du sculpteur jemellois né à On, Louis Noël (1938-2014) a pris place, en 1995, sur un socle en calcaire taillé de 59 cm de hauteur. Elle représente un enfant qui chevauche un âne. Celui-ci se dérobe et l'enfant amorce une tentative pour descendre de l'animal. Tous les deux ont une moue entêtée. Le sculpteur a transcrit ici de manière réaliste une mésaventure survenue à son propre fils.
Nichée en contrebas de la route de Humain, un peu au-delà du pont de chemin de fer de la rue Victor Orianne, se trouve une chapelle dédiée à Saint-Thibaut. Cette petite construction très sobre, datée du XIXe siècle, fut érigée, sous un tilleul, en moellons calcaires équarris et terminée par une abside à trois pans. La toiture est couverte d’ardoises en fibrociment type Eternit. Cette chapelle, qui était autrefois visible de la route, est malheureusement laissée à l’abandon et dissimulée sous une épaisse végétation.

### Culture

#### Folklore et animations locales
- Amicale des 3x20 de On.
- Fête de village.
- Une brocante (vide grenier annuel) a lieu le premier week-end de mai.
- Courses de caisses à savon.
- Le groupe vocal de On a vu le jour en février 1988 sous l’égide de Jean-Pierre Benedetti. À cette époque, les choristes répétaient dans son grenier. Plus d’un quart de siècle plus tard, la chorale se compose d’une trentaine de membres et répète chaque semaine au Cercle Saint-Laurent à On. Ce groupe vocal pratique le chant à 4 voix mixtes.

## Économie
La densité de la population est spécialement élevée le long de la N86 qui relie Jemelle à Marche-en-Famenne en traversant les villages de On, Hargimont et Marloie.
Cette grand-route qui vient de Marche-en-Famenne conduit à Jemelle (aujourd’hui entité de Rochefort) où beaucoup d’Onais ont trouvé leur gagne-pain. En effet, bon nombre d'entre eux travaillèrent, notamment, à la Régie des Télégraphes et Téléphones (RTT) rue Delvigne (aujourd’hui Proximus), à la carrière Léon Lhoist (aujourd’hui Groupe Lhoist), à la gare de Jemelle, à l’atelier de wagons et à la remise de locomotives de la SNCB.
En 1947, les frères Maurice et Jean-Pierre Guilmin décident d’implanter une usine de production de peinture à petite échelle dans le village. L'usine à couleurs, comme on l'appelait à On. Les peintures « Le Sanglier » seront présentes partout en Wallonie et deviendront, pour les clients professionnels et particuliers, synonyme de qualité. En 1986, l'entreprise familiale Guilmin agrandit ses installations par la construction d’une salle d’exposition et de vente de 2 000 m2. Leurs activités s’étendront alors aux vernis, laques (industrielles), papiers peints, décorations murales, revêtements de sol, outils pour peintres, échafaudages et échelles en aluminium. En 2006, les Établissements Guilmin quittent On et déménagent dans une nouvelle usine ultramoderne située sur le Zoning de la Famenne (WEX).
À On encore, la rue Albert Ier portait auparavant le nom de rue des Cloutiers, rappel d’une petite industrie d’autrefois.

## Sports et vie associative

### Sports

#### Évènement sportif
- Le mercredi 20 avril 2016, le village de On a été traversé par la 80e édition de la Flèche Wallonne.

## Personnalités liées à On
- Jean Jadot (1862-1932), ingénieur et industriel, né à On (anciennement On-lez-Jemelle), ayant assuré la fonction de Gouverneur auprès de la Société générale de Belgique. Une rue du village porte son nom.
- Jacques Santkin (1948-2001), député, sénateur, eurodéputé et ministre socialiste de la Santé publique, de l’Environnement et de l'Intégration sociale dans le gouvernement Dehaene I.